# OSKAR 16/250

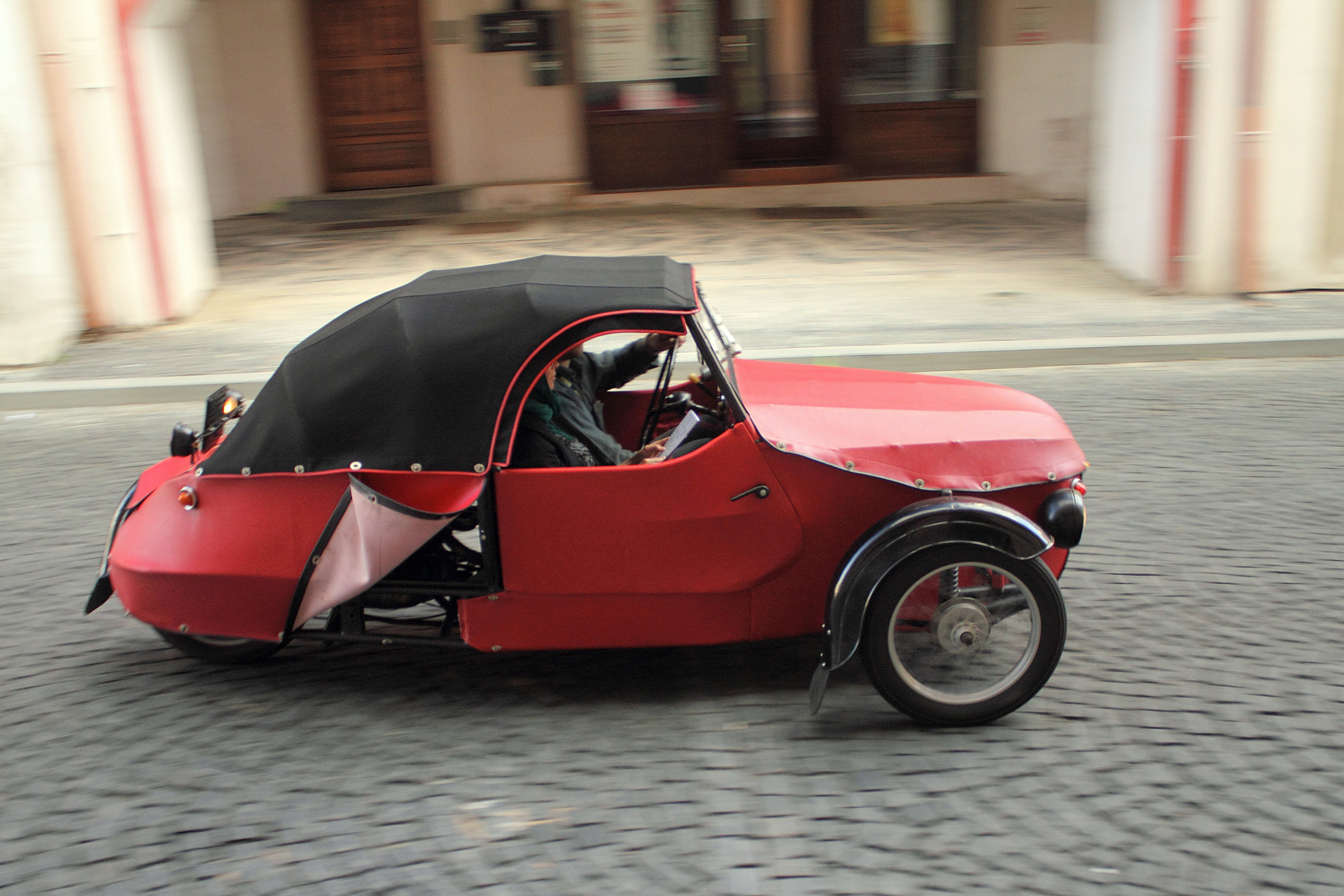
OSKAR 16/250 w Mladá Boleslav

OSKAR 16/250 (także: OS-KAR 16/250) – odmiana czechosłowackiego trójkołowego pojazdu mechanicznego Velorex produkowana w latach 1950–1952.
Wytworzono 4550 sztuk tej marki z silnikiem Jawa 250. Pojazd ważył 205 kilogramów, a jego prędkość maksymalna wynosiła 75 km/h. Długość pojazdu to 3,25 metra, szerokość - 1,38 metra, a wysokość - 1,25 metra.